# Linothele megatheloides
Espèce
Linothele megatheloides est une espèce d'araignées mygalomorphes de la famille des Dipluridae.

## Distribution
Cette espèce est endémique du Chocó en Colombie,. Elle se rencontre vers Tutunendo.

## Description
Le mâle holotype mesure 33 mm et La femelle paratype 43 mm

## Systématique et taxinomie
Cette espèce a été décrite par Paz et Raven en 1990. Elle est placée en synonymie avec Linothele sericata par Drolshagen et Bäckstam en 2021. Elle est relevée de synonymie par Dupérré, Tapia et Bond en 2023.

## Publication originale
- Paz & Raven, 1990 : « A new species of Linothele from Colombia (Araneae, Mygalomorphae, Dipluridae). » The Journal of Arachnology, vol. 18, no 1, p. 79-86 (texte intégral).